# ادوارد اسپلترینی
ادوارد اسپلترینی (انگلیسی: Eduard Spelterini؛ ۲ ژوئن ۱۸۵۲ – ۱۶ ژوئن ۱۹۳۱) از پیشگامان بالون‌سواری و عکس‌برداری هوایی اهل سوئیس بود.
او در دهه ۱۸۸۰ و پس از ۱۷ صعود (پرواز)، پروازهای تجاری با مسافر را به راه انداخت. در ۱۸۸۷ صاحب اولین بالون خودش شد که حجمی معدل ۱۵۰۰ مترمکعب داشت. او از انگلستان تا مسکو پرواز کرد و از آن‌جا به جنوب تغییر مسیر داد و پیش از رفتن به قاهره، در بوداپست و آتن نیز صعود کرد. پس از صعودش در ۱۸۹۰ و بر فراز اهرام مصر، او به ناپل و سپس به استانبول رفت.
او از حوالی ۱۸۹۳ به عکس‌برداری هوایی در بالون روی آورد که کار چندان آسانی نبود چراکه تجهیزات عکاسی وزنی حدود ۴۰ تا ۶۰ کیلوگرم داشتند و کمینه سرعت شاتر آن‌ها ۱/۳۰ ثانیه بود. با این‌همه اسپلترینی تصاویر خیره‌کننده‌ای از چشم‌اندازهایی که از بالون می‌دید، ضبط کرد و بارها در نمایشگاه‌های هوایی میلان، پاریس، بروکسل یا فرانکفورت، برنده جایزه شد. از نظر آلبرت هایم، عکس‌های او بینش جدیدی از آرامشی که رشته‌کوه آلپ دارد، به ارمغان آورده است. اسپلترینی هرجا که می‌رفت، اسلاید تصاویر را همراهش داشت و آن‌ها را از استکهلم تا کیپ‌تاون به نمایش می‌گذاشت و بینندگانش را به تحسین وامی‌داشت.

## نگارخانه

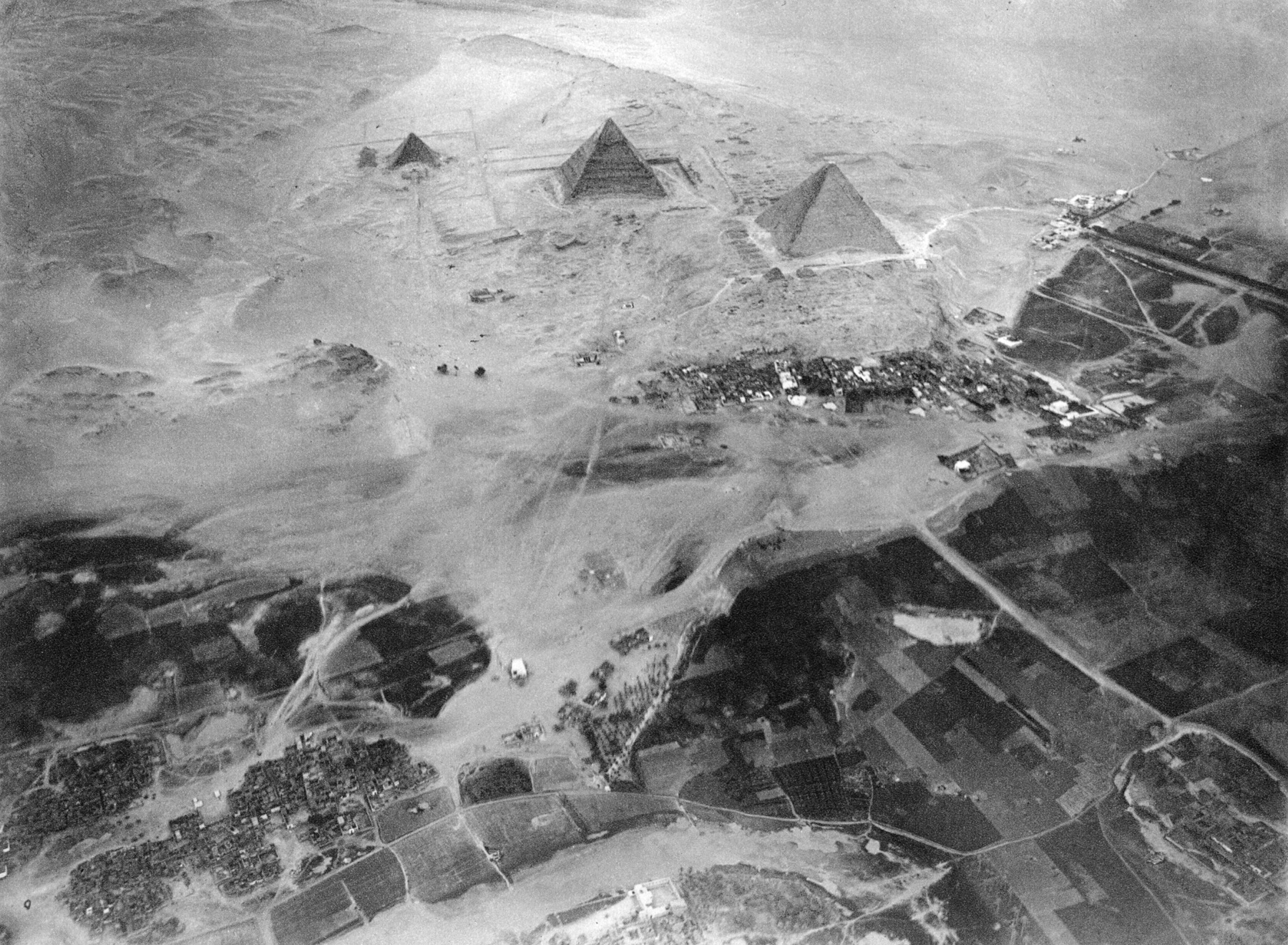
نگاره‌ای هوایی از هرم خوفو، هرم خَفرِع و هِرَم مَنقُرَع در مجموعهٔ اهرام جیزه که توسط ادوارد اسپلترینی به‌وسیلهٔ بالن به‌تاریخ ۲۱ نوامبر ۱۹۰۴ میلادی ثبت‌شد.
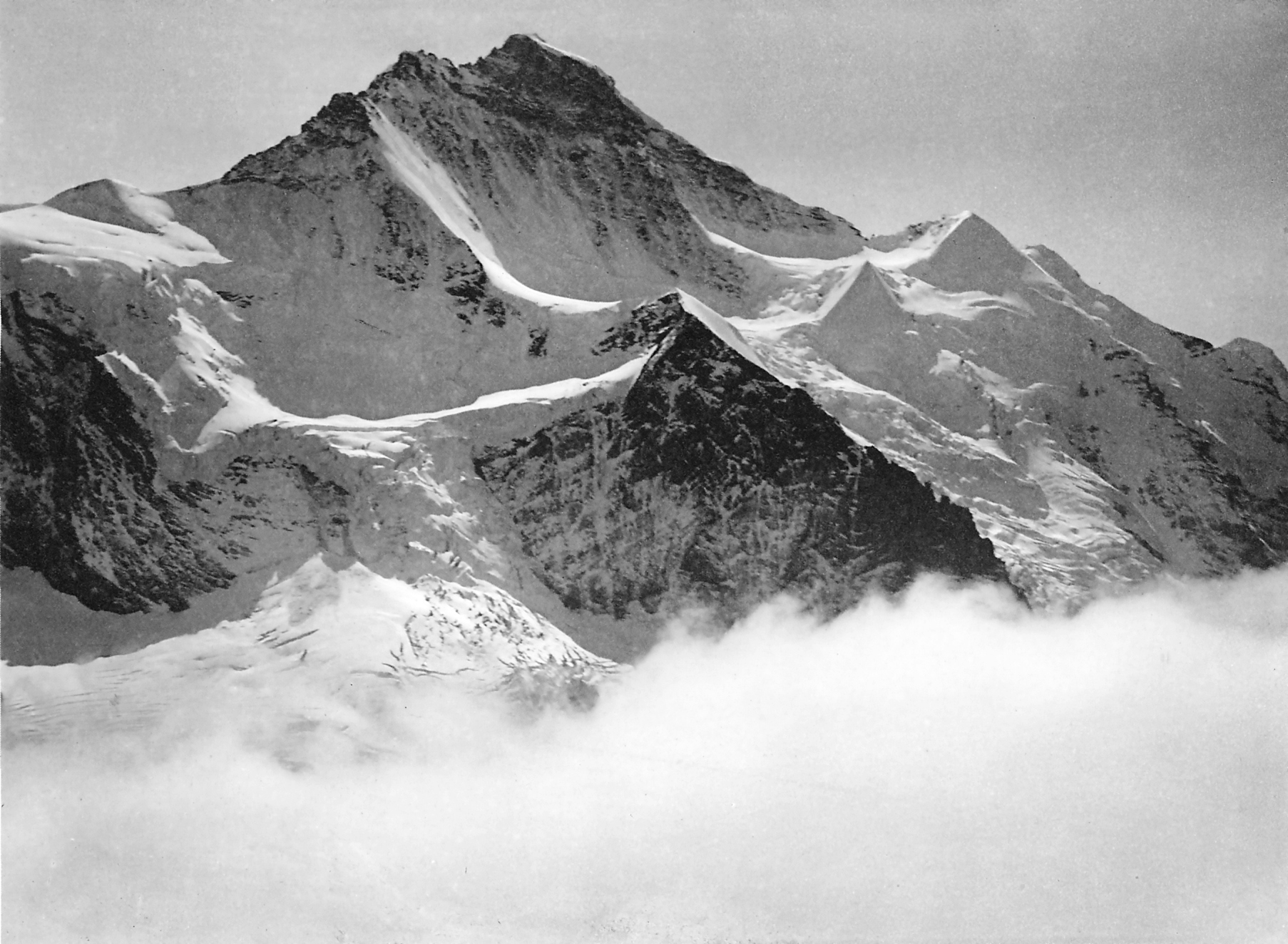
نمایی شمالی از کوه یونگفراو که به‌تاریخ ۲۰ سپتامبر ۱۹۰۴ میلادی ثبت‌شد.
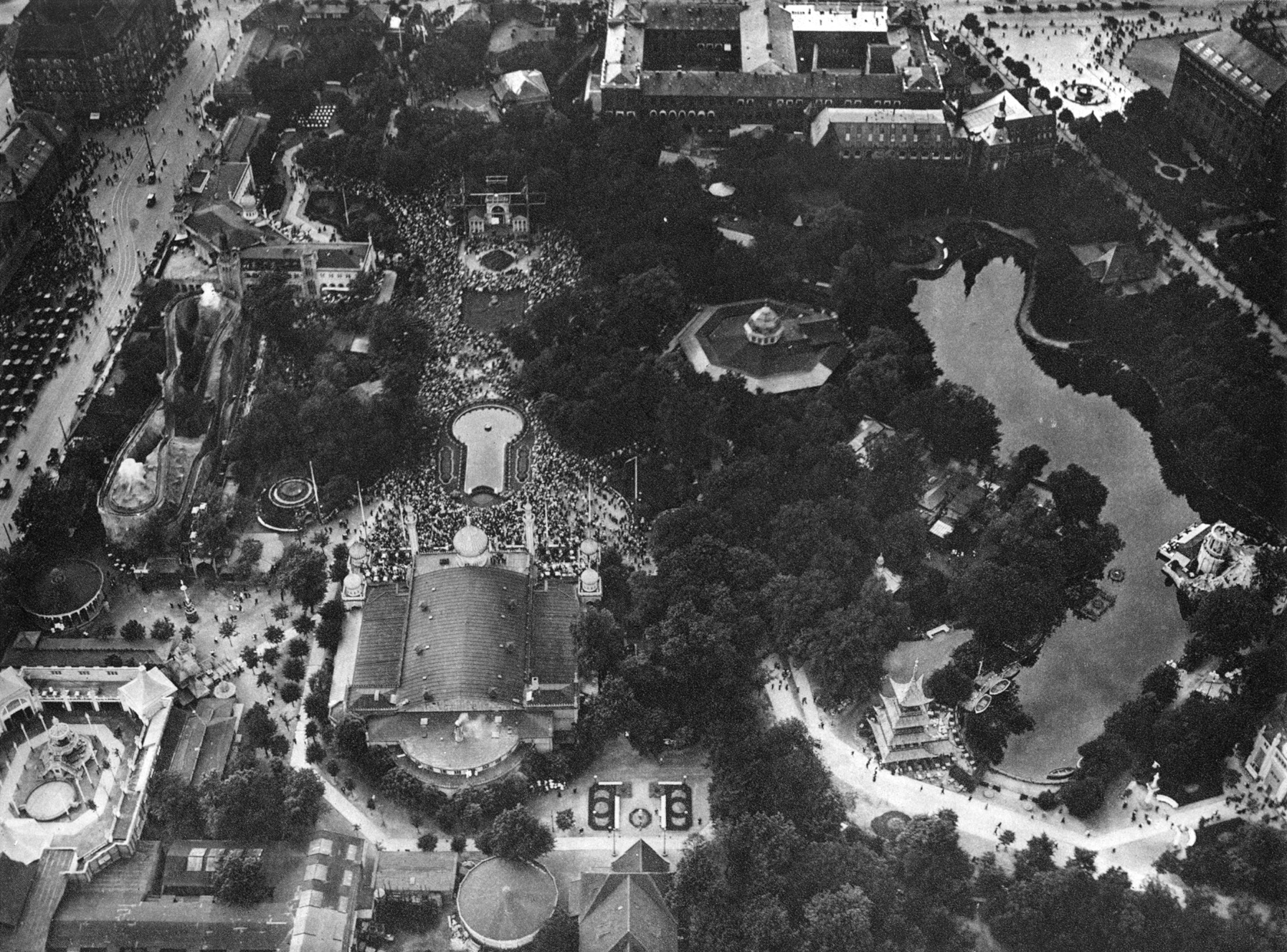
نگاره‌ای هوایی از باغ‌های تیولی که به‌تاریخ ۲۲ ژوئیه ۱۹۲۲ میلادی ثبت‌شد.